# Bruce Kirby (Schauspieler)
Bruce Kirby (* 28. April 1925 in New York City, New York als Bruno Giovanni Quidaciolu; † 24. Januar 2021 in Los Angeles, Kalifornien) war ein US-amerikanischer Schauspieler.

## Leben
Bruce Kirby absolvierte seine Ausbildung als Schauspieler unter Lee Strasberg am Actors Studio. Er wurde ein vielbeschäftigter Fernsehfilm- und Seriendarsteller in US-amerikanischen Produktionen. Zwischen den 1950er- und 2000er-Jahren hatte Kirby zahlreiche wiederkehrende Nebenrollen oder Gastauftritte in Serien wie zum Beispiel Wagen 54, bitte melden, Bezaubernde Jeannie, Bonanza, Remington Steele, Matlock, Golden Girls, Chicago Hope und Die Sopranos. Besonders häufig verkörperte Kirby dabei Polizisten. Seine in Deutschland bekannteste Serienrolle hatte er als pflichtgetreuer Sergeant Kramer in sechs Folgen der Krimi-Serie Columbo (in drei weiteren Columbo-Folgen hatte er außerdem Auftritte in anderen Rollen). Eine wiederkehrende Rolle hatte er auch als Bezirksstaatsanwalt Bruce Rogoff in 13 Folgen der Serie L.A. Law – Staranwälte, Tricks, Prozesse.
Als Kinoschauspieler trat er meist in kleineren Nebenrollen in Filmen wie Der böse Trick (1970), Stand by Me – Das Geheimnis eines Sommers (1986) und L.A. Crash (2004) auf. Insgesamt spielte Kirby in rund 30 Kinofilmen, über einem Dutzend Fernsehfilmen und 90 Fernsehserien mit. Zuletzt stand er im Jahr 2009 für den Kurzfilm Bottom Feeders vor der Kamera. Er arbeitete ebenfalls regelmäßig als Bühnenschauspieler. 1965 war er erstmals am New Yorker Broadway in dem Stück Diamond Orchid zu sehen und war dort später Zweitbesetzung für Dustin Hoffman bei einer Produktion von Tod eines Handlungsreisenden.
Er war der Vater des bereits vor ihm verstorbenen Schauspielers Bruno Kirby, der in den 1980er-Jahren vorrangig durch Komödien wie Harry und Sally bekannt geworden war. Sein zweiter Sohn John arbeitet als Schauspiellehrer. Bruce Kirby starb im Januar 2021 im Alter von 95 Jahren.

## Filmografie (Auswahl)

### Filme
- 1970: Der böse Trick (Catch-22)
- 1971: Der Cowboy (J. W. Coop)
- 1979: Fyre
- 1979: Muppet Movie (The Muppet Movie)
- 1981: Das zweite Opfer (The Other Victim; Fernsehfilm)
- 1985: Der süße Traum vom Glück (Sweet Dreams)
- 1986: Stand by Me – Das Geheimnis eines Sommers (Stand by Me)
- 1986: Zwei unter Volldampf (Armed and Dangerous)
- 1987: Happy New Year
- 1987: Schmeiß’ die Mama aus dem Zug! (Throw Momma from the Train)
- 1988: Die phantastische Reise ins Jenseits (Lady in White)
- 1988: Nitti – Der Bluthund (Frank Nitti: The Enforcer; Fernsehfilm)
- 1989: The Big Picture
- 1991: Perry Mason und das Loch im Alibi (Perry Mason: The Case of the Fatal Fashion; Fernsehfilm)
- 1993: Mr. Wonderful
- 1994: Rave Review
- 1996: Weihnachtsmann aus Leidenschaft (A Different Kind of Christmas; Fernsehfilm)
- 1998: A Bold Affair
- 2004: L.A. Crash
- 2008: 2:22
- 2009: Bottom Feeders (Kurzfilm)

### Serien
- 1955: Goodyear Television Playhouse (1 Folge)
- 1961–1963: Wagen 54, bitte melden (Car 54, Where Are You?, 8 Folgen)
- 1965: Preston & Preston (The Defenders, 5 Folgen)
- 1968: Bezaubernde Jeannie (I Dream of Jeannie; 1 Folge)
- 1968–1971: Bonanza (3 Folgen)
- 1969: Kobra, übernehmen Sie (Mission Impossible; 1 Folge)
- 1969–1970: Ein Käfig voller Helden (Hogan’s Heroes; 3 Folgen)
- 1970–1971: Der Chef (Ironside; 3 Folgen)
- 1972–1973: Ein Sheriff in New York (McCloud, 2 Folgen)
- 1973: The New Perry Mason (1 Folge)
- 1973–1995: Columbo (9 Folgen)
- 1973–1976: Kojak – Einsatz in Manhattan (Kojak; 7 Folgen)
- 1975: Die Straßen von San Francisco (The Streets of San Francisco, 1 Folge)
- 1975: M*A*S*H (1 Folge)
- 1976–1977: Holmes & Yoyo (Holmes & Yo-Yo; 13 Folgen)
- 1978–1979: Barney Miller (3 Folgen)
- 1979: Turnabout (5 Folgen)
- 1981–1982: Lou Grant (2 Folgen)
- 1981–1982: Shannon (9 Folgen)
- 1982: Remington Steele (1 Folge)
- 1983: Polizeirevier Hill Street (Hill Street Blues; 1 Folge)
- 1986–1991: L.A. Law – Staranwälte, Tricks, Prozesse (L.A. Law, 13 Folgen)
- 1987–1988: Punky Brewster (2 Folgen)
- 1987–1988: Hunter (5 Folgen)
- 1989: Matlock (1 Folge)
- 1989: Anything But Love (4 Folgen)
- 1990: In der Hitze der Nacht (In the Heat of the Night; 2 Folgen)
- 1990/1996: Mord ist ihr Hobby (Murder, She Wrote; 2 Folgen)
- 1991: Golden Girls (The Golden Girls, 1 Folge)
- 1991–1992: Die Staatsanwältin und der Cop (Reasonable Doubts, 2 Folgen)
- 1998: Chicago Hope – Endstation Hoffnung (Chicago Hope, 1 Folge)
- 2001: The West Wing – Im Zentrum der Macht (The West Wing, 1 Folge)
- 2004: Die Sopranos (The Sopranos; 1 Folge)
- 2007: Numbers – Die Logik des Verbrechens (NUMB3RS, 1 Folge)
- 2007: Scrubs – Die Anfänger (Scrubs, 1 Folge)